# Robert Steinberg
Robert Steinberg (* 25. Mai 1922 in Soroki (Bessarabien), heute Soroca, Moldawien; † 25. Mai 2014) war ein US-amerikanischer Mathematiker, der sich u. a. mit Gruppentheorie beschäftigte.

## Leben und Wirken
Steinberg wurde 1948 an der Universität Toronto bei Richard Brauer promoviert (Representations of the fractional linear groups). Er war Professor an der Universität von Kalifornien in Los Angeles, wo er 1992 emeritiert wurde. 1955/56 sowie 1961/62 und 1969 war er am Institute for Advanced Study.
Steinberg entdeckte eine in der Behandlung von Claude Chevalley ausgelassene Klasse von endlichen einfachen Gruppen vom Lie-Typ, die nach ihm benannten Steinberg-Gruppen. Ebenfalls unter dem Namen Steinberg-Gruppe bekannt ist seine Konstruktion der universellen Erweiterung der allgemeinen linearen Gruppe. Diese wurde später von Milnor in der algebraischen K-Theorie für eine explizite Konstruktion von {\displaystyle K_{2}} verwendet. Bestimmte Darstellungen endlicher Gruppen über endlichen Körpern der Charakteristik p werden Steinberg-Darstellungen oder Steinberg-Moduln (Steinberg 1957) genannt.
1985 erhielt er den Leroy P. Steele Prize und 1990 den Jeffery-Williams-Preis. Er war seit 1985 Mitglied der National Academy of Sciences. Er war Invited Speaker auf dem Internationalen Mathematikerkongress 1966 in Moskau (Classes of elements of semisimple algebraic groups).

## Schriften
- Collected Papers, AMS 1997